# 卡利多尼亞 (索納區)
卡利多尼亞（西班牙語：Calidonia），是巴拿馬的城鎮，位於該國中西部，由貝拉瓜斯省的索納區負責管轄，面積158.2平方公里，海拔高度574米，2010年人口1,419，人口密度每平方公里9人。